# Franz Johann Vogt von Altensumerau und Prasberg

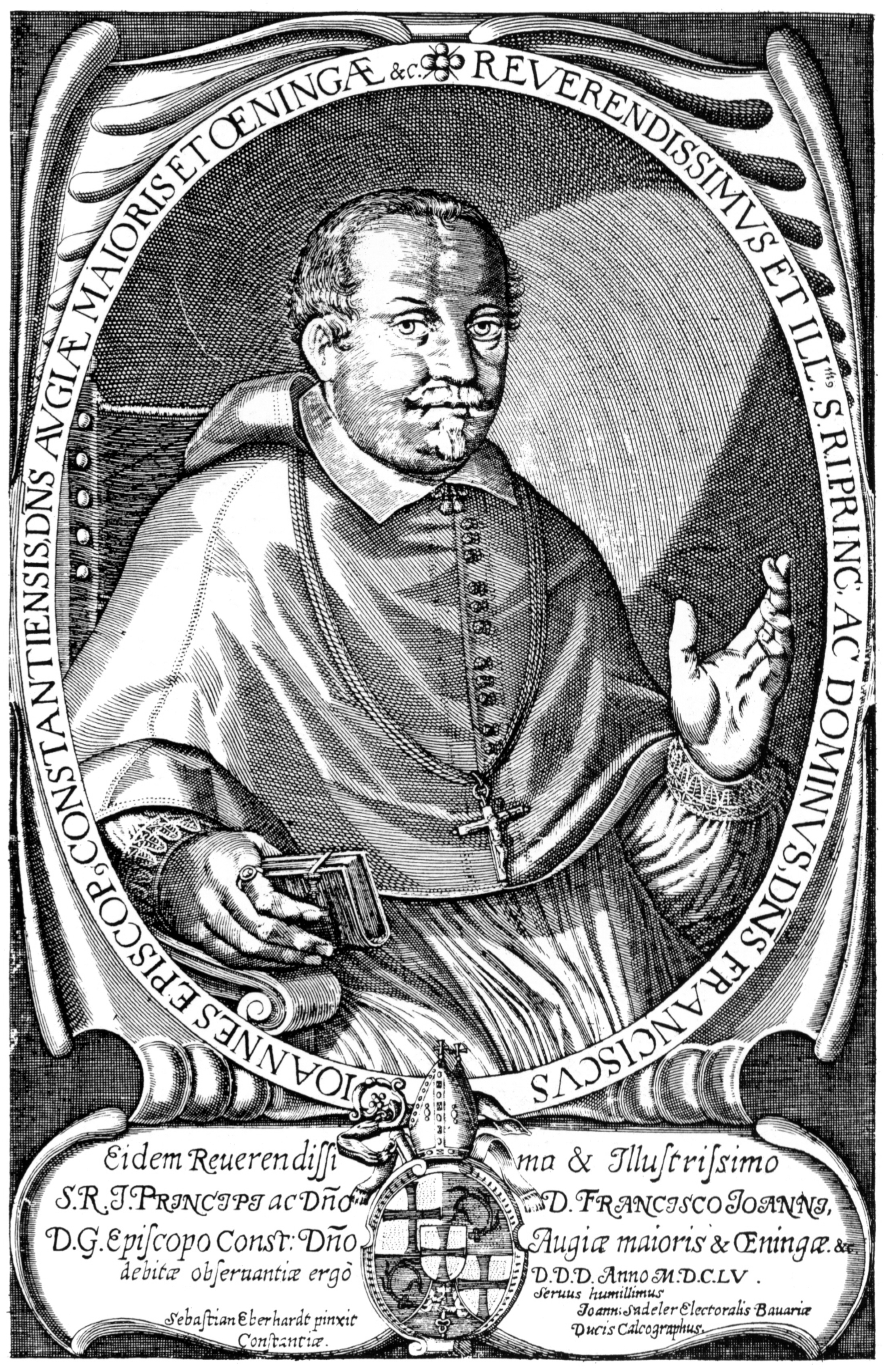
Franz Johann von Altensumerau und Prasberg (Kupferstich von Johann Sadeler nach Sebastian Eberhardt, 1655)

Franz Johann(es) Vogt von Altensumerau und Prasberg (* 6. November 1611 auf Schloss Achberg im Westallgäu; † 7. März 1689 in Konstanz) war Fürstbischof von Konstanz von 1645 bis 1689.

## Leben
Franz Johann Vogt von Altensumerau und Prasberg entstammte dem alten oberschwäbischen Geschlecht der Vögte von Altensumerau (von Hallwyl) und Prasberg. Er war der Sohn des Albert von Prasberg zu Altensummerau und der Maria Salome von Syrgenstein.
Franz Johann studierte 1629–1635 am Collegium Germanicum in Rom und empfing dort am 3. März 1635 die Priesterweihe. Vor seiner Heimreise studierte er an der Universität Perugia. Am 22. Dezember 1641 wurde er zum Weihbischof in Konstanz sowie Titularbischof von Megara ernannt und am 28. Mai 1645 zum Bischof von Konstanz geweiht.
Unter Bischof Franz Johann wurden Schäden an der Kirche und den Konventsbauten des Augustiner-Chorherrenstift Öhningen behoben, 1681 konnte der neue Hochaltar geweiht werden.
Franz Johann war Reichsritter und seit 1674 Reichsfreiherr.